# Idiogaryops
Genre
Idiogaryops est un genre de pseudoscorpions de la famille des Sternophoridae.

## Distribution
Les espèces de ce genre se rencontrent en Amérique du Nord et aux Antilles.

## Liste des espèces
Selon Pseudoscorpions of the World (version 3.0) :
- Idiogaryops paludis (Chamberlin, 1932)
- Idiogaryops pumilus (Hoff, 1963)

## Publication originale
- Hoff, 1963 : Sternophorid pseudoscorpions, chiefly from Florida. American Museum Novitates, no 2150, p. 1-14 (texte intégral).